# Kap-Verde-Schleiereule
Die Kap-Verde-Schleiereule (Tyto detorta) ist eine Art aus der Gattung der Schleiereulen, die nur auf den Kapverdischen Inseln vorkommt. Sie galt lange als eine Unterart der Schleiereule, wird aber in jüngerer Literatur als eigenständige Art angesehen. Sie gilt als selten; als endemische Art ist ihr Bestand durch Lebensraumvernichtung und die Verwendung von Pestiziden besonders gefährdet.

## Merkmale
Die Kap-Verde-Schleiereule erreicht eine Körperlänge von 35 Zentimetern. Sie ist etwas dunkler als die auch in Mitteleuropa verbreitete Schleiereule. Charakteristisch sind die tropfenförmigen, schwarz umrandeten Flecken auf den Handschwingen. Die Körperunterseite ist ockerfarben mit dunklen Flecken. Der Gesichtsschleier ist blass gelblich-braun. In ihrem Verbreitungsgebiet ist sie die einzige Schleiereulenart.

## Lebensweise
Es handelt sich um eine nachtaktive Eule, die vor allem in offenen und halboffenen Landschaften vorkommt. Die Art ist monotypisch und gilt als Standvogel. Ihr Nahrungsspektrum besteht aus Mäusen und kleinen Rattenarten, Fledermäusen, Kleinvögeln, Reptilien und Fröschen, Insekten und Spinnen. Bis jetzt gibt es keine Hinweise darauf, dass sie sich in ihrer Lebensweise von anderen Schleiereulen unterscheidet.

## Belege

### Einzelbelege
1. ↑   König et al., S. 209
2. ↑  Schreibweise gemäß Claus König, Friedhelm Weick: Owls of the World, Seite 22. ISBN 978-0-7136-6548-2
3. ↑   König et al., S. 215